# Movibus
La Movibus è un'azienda di trasporto pubblico dell'Alto Milanese e del magentino sorta il 1º luglio 2008 dall'aggregazione dei servizi e delle risorse gestite in precedenza singolarmente da STIE, ATM e ATINOM.

## Storia
Dopo essersi aggiudicata per sette anni l'appalto del trasporto pubblico indetto dalla Provincia di Milano, opera in 56 comuni nell'area nord-ovest della provincia.
Movibus ha sede con deposito a San Vittore Olona. Gli altri depositi risiedono a Busto Garolfo, Pero e Magenta e fa parte del gruppo Zoncada insieme a STIE e ad altre aziende, con cui condivide i depositi di Pero e San Vittore Olona.
La maggior parte delle 24 linee fanno capolinea a Milano pertanto Movibus rientra nello STIBM in cui è possibile utilizzare un unico biglietto comprensivo di tariffa interurbana + urbana di Milano.

## Le linee
L'azienda gestisce 24 linee di trasporto.